# Asbjørnsen og Moe
Nordmændene Peter Christen Asbjørnsen (1812-1885) og Jørgen Moe (1813-1882) var de banebrydende samlere og udgivere af norske folkeeventyr baseret på en mundtlig fortællertradition, som satte præg på det norske sprogs udvikling.
De første samlinger med Norske folkeeventyr blev udgivet 1841–1844 og blev oversat blandt andet til dansk.
Norsk retskrivning lå på den tid tæt på den danske. Sproget var dermed dårligt egnet til en eventyrsamling, som havde rod i norsk tradition, og som var fortalt i lokale dialekter. Asbjørnsen og Moe løste problemet ved at bruge det samme princip som brødrene Grimm: en enkel sprogstil i stedet for dialekterne, mens de beholdt fortællingernes form.